# Zlatý Bažant

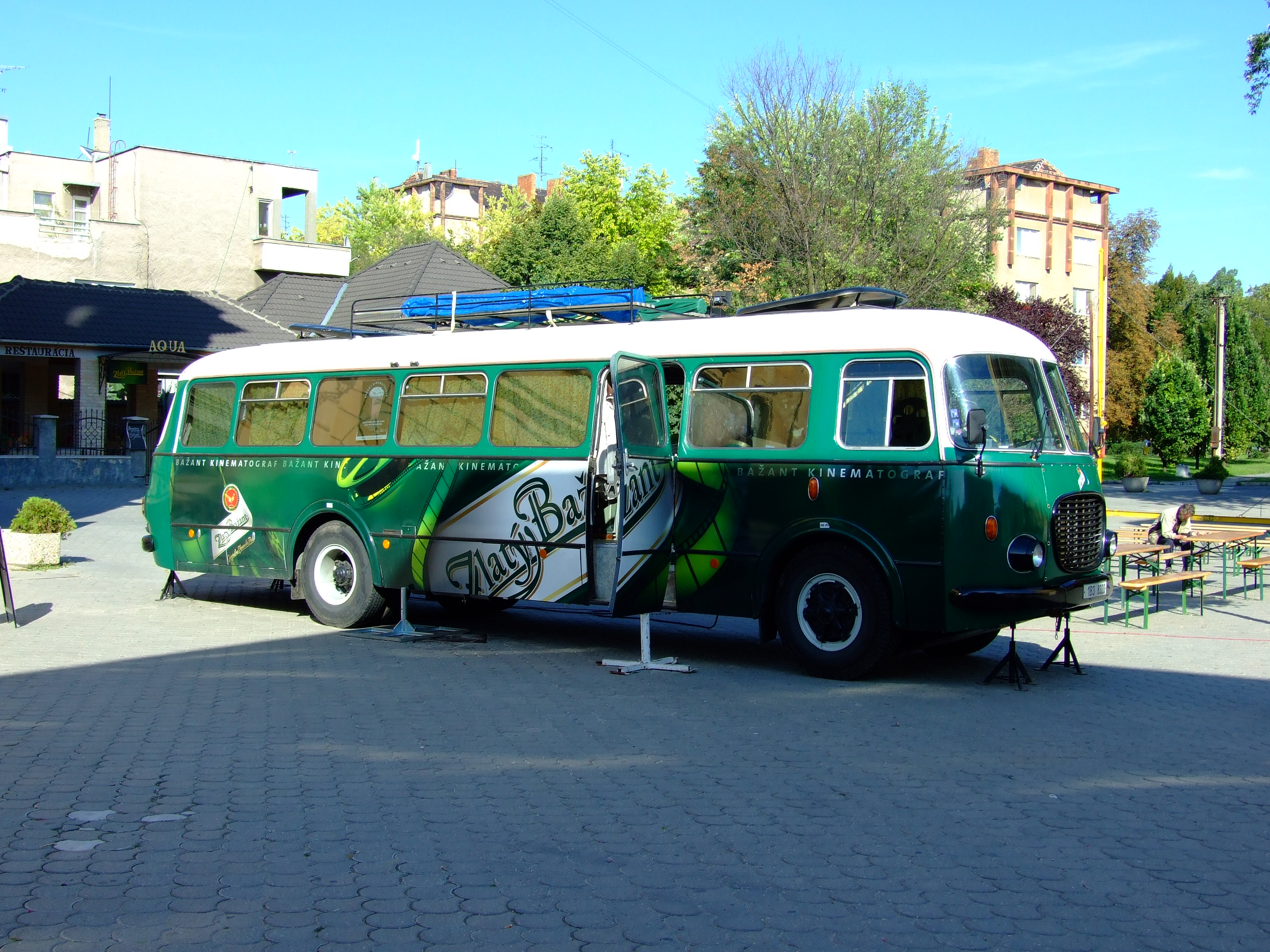
Autobus Jelcz 043 v Komárně s reklamou Zlatého Bažantu

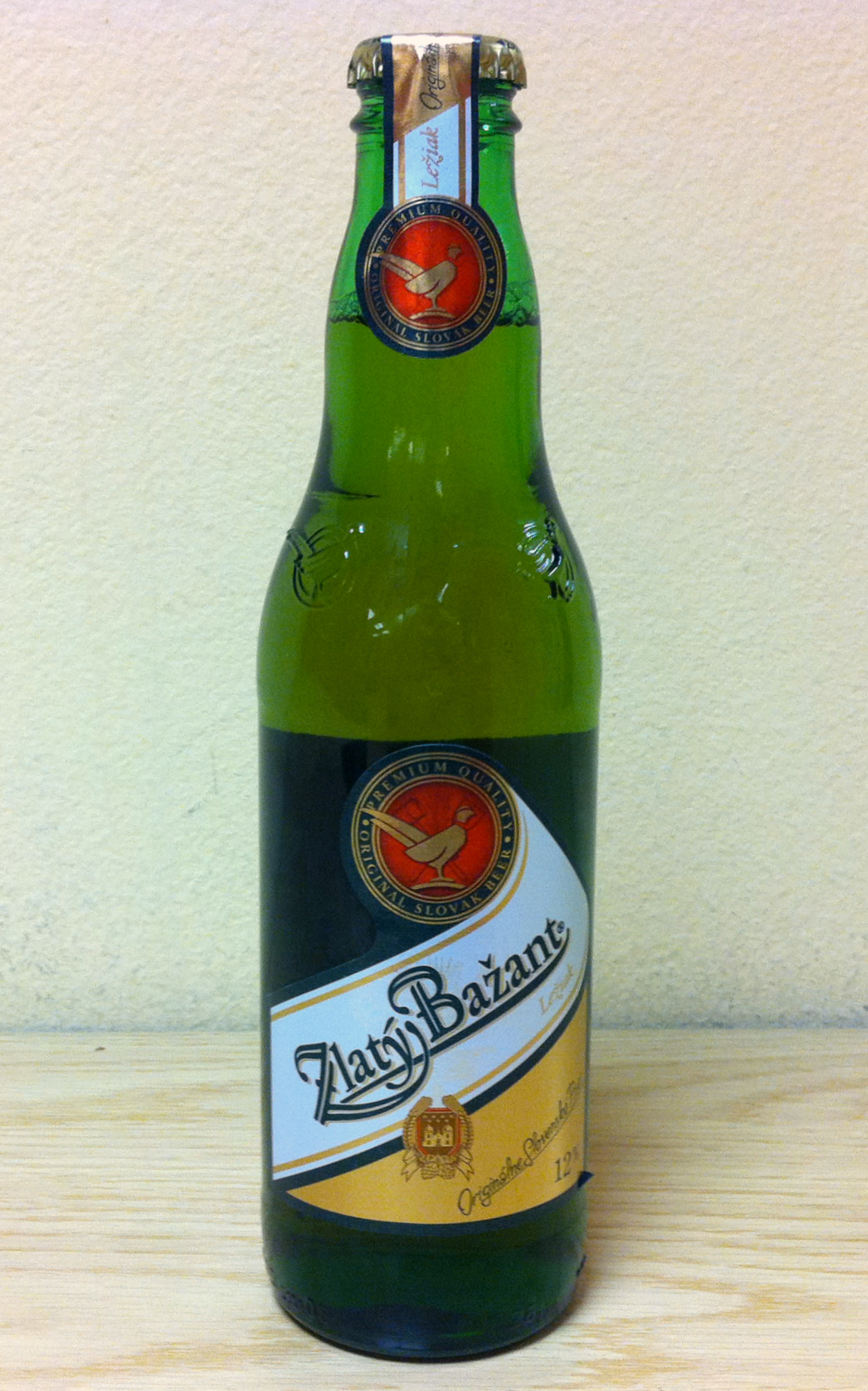
Pivo Zlatý bažant 12 %

Zlatý Bažant je značka slovenského piva, existující od roku 1967. Vyrábí se v pivovaru v Hurbanově. Značku koupila firma Heineken v roce 1995. V USA má název Golden Pheasant. V Česku vyrábí Zlatý Bažant v licenci pivovar Krušovice.

## Historie
Pivo se vyrábí od roku 1967, kdy byla postavena první sladovna, která měla kapacitu 35 000 tun sladu ročně. Pivovar samotný následoval o dva roky později (1969) a kapacita výroby piva byla tehdy 600 000 hl ročně. Po plánovaném rozšíření to bylo dvakrát tolik.
V roce 1971 byla v pivovaru postavena první výrobní linka na stáčení piva do plechovek v Československu.

## Varianty
- 12° světlé pivo
- 10° světlé pivo
- 11,5° tmavé pivo
- Nealkoholické světlé pivo
- Radler svetlé pivo